# Trude Fontana
Trude Fontana (* 24. Juli 1910 in Salzburg als Trude Landwehr von Pragenau; † 9. Oktober 1998 in Mödling) war eine österreichische Schriftstellerin.

## Leben
Ihre ersten Lebensjahre verbrachte sie in Wien, ab 1916 lebte sie in Teschen (Schlesien, jetzt Cieszyn, Polen), wo ihr Vater Direktor des humanistischen Gymnasiums war. Dort machte sie auch das Abitur. Studium der Germanistik und des Sanskrit folgte in Wien. Nebenbei begann sie  eine Gesangsausbildung in Wien, Berlin und Mailand.
1938 heiratete sie den Architekten Mario Fontana in Mailand, mit dem sie drei Kinder hatte.
1945 siedelte die Familie nach Grein/Donau in Österreich über. Dort begann eine rege schriftstellerische Tätigkeit. 1955 zog sie nach Laßnitzhöhe bei Graz. Hier schuf sie den größten Teil ihres Werkes.
Ab 1986 bis zu ihrem Tod lebte sie in Maria Enzersdorf, südlich von Wien.
Ihre akademischen und spirituellen Interessen veranlassten sie zu zahlreichen Reisen zu den klassischen Stätten im Mittelmeerraum und nach Indien.
Trude Fontana stand dem Buddhismus (Jainismus) sehr nahe, war Vegetarierin, eine engagierte Tierschützerin, und sie unterstützte mehrere soziale Einrichtungen.

## Werke
Während ihres Aufenthaltes in Grein entstanden die ersten beiden Romane, zahlreiche Kurzgeschichten, Novellen, Gedichte, eine Sammlung von Greiner Märchen.
Erzählungen und Artikel erschienen in verschiedenen Zeitungen (u. a. Oberösterreichische Nachrichten, Die Furche, Südost-Tagespost). Auch arbeitete Fontana für den Österreichischen Rundfunk und Rai Bozen sowie auch für Schulfunksendungen.

## Historische Romane
- Herrin von Byzanz, 1953, Speidel Verlag Wien (Buchgemeinschaft Donauland)
- Flammen am Bosporus, 1955, Verlag Kremayr & Scheriau (Buchgemeinschaft Donauland)
- Gefährtin der Götter, 1966, Speidel Verlag (Buchgemeinschaft Donauland)
- Die heilige Schlange, 1979, Verlag Das Bergland Buch Salzburg
- Hochzeit in Ravenna, 1982, Verlag Das Berglandbuch Salzburg

Ambapali, ein indischer Roman, blieb unvollendet.
Manuskripte von Romanen, Erzählungen und Artikeln befinden sich in der Handschriftensammlung der Nationalbibliothek in Wien.